# Windows ME
O Windows Millennium Edition, ou Windows ME (com a palavra "me" em seu logotipo, que no inglês significa "eu", mas geralmente com as letras pronunciadas individualmente, "M-E"), foi um sistema operacional de interface gráfica desenvolvido pela Microsoft, lançado em 14 de Setembro de 2000. Foi o último sistema operacional da família Windows 9x, que rodam em cima do MS-DOS.
O Windows ME foi o sucessor do Windows 98 SE, e tinha como público-alvo usuários domésticos. Ele vinha com o Internet Explorer 5.5, Windows Media Player 7, e o então novo Windows Movie Maker, que continha o básico de edição de vídeo, tendo sido desenvolvido para fácil uso aos usuários domésticos. A Microsoft também atualizou a interface gráfica, as características da shell, e o Windows Explorer do Windows ME, com algumas das adições que haviam sido introduzidas no Windows 2000, que havia sido lançado para uso profissional sete meses depois. Os softwares do Windows ME poderiam ser atualizados para o Internet Explorer 6 SP1 (não o SP2, ou o Internet Explorer 7, no entanto), Outlook Express 6 SP1, e o Windows Media Player 9. O Microsoft .NET Framework 2.0 - e posteriores - também eram suportados; no entanto, versões 2.0 SP1, 3.x e posteriores não. O Office XP foi a última versão do Microsoft Office compatível com o Windows ME.
O Windows ME é uma continuação do Windows 9x, mas com um acesso restrito ao modo real MS-DOS, com o intuito de reduzir o tempo de boot do sistema. Mesmo assim, essa foi uma das mudanças mais criticadas do Windows ME, já que muitos softwares realmente precisavam do modo real do MS-DOS para rodar, como velhos utilitários para HD que já não rodavam mais (apesar de que o sistema poderia dar o boot por vias do modo DOS através do disquete do Windows ME, ou através de uma configuração manual, com o objetivo de habilitar o acesso ao modo MS-DOS oculto).

## História
Em 1998, a Microsoft disse que não haveria nenhuma versão do Windows 9x depois do Windows 98. Em maio de 1999, no entanto, a Microsoft lançou o Windows 98 Second Edition, e então anunciou uma nova versão do Windows 9x, que depois foi revelado que seu codinome iria ser Millennium. Em 2000, foi então lançado o Windows Millennium Edition (Windows ME).
Ao menos três versões betas do Windows ME estavam disponíveis durante seu desenvolvimento. Em 24 de Setembro de 1999, a Microsoft anunciou que a primeira versão beta do Windows ME foi lançada. A segunda beta apareceu em 24 de Novembro de 1999, e adicionou uma série de características como o System File Protection (Sistema de Proteção de Arquivos), e o Game Options Control Panel (Painel de Controle de Jogos). Diversas builds foram lançadas de forma fragmentada entre a primeira e segunda versões betas, adicionando outras características como atualizações automáticas e menus personalizados. A terceira versão beta foi lançada em 11 de Abril de 2000, e essa versão apresentou pela primeira vez a versão final das músicas de inicialização, e de quando o Windows é desligado (derivadas do Windows 2000), já que as betas anteriores ainda usavam os sons de inicialização e de desligamento do Windows 98. A tela de boot da versão final já havia aparecido na terceira beta (build 2513). A data de disponibilidade do Windows ME perdurou até 31 de Dezembro de 2000. A Microsoft cessou com o suporte primário em 31 de Dezembro de 2003, e com o suporte estendido finalizado em 11 de Julho de 2006. O suporte estendido para o Windows 98 e o Windows 98 SE encerraram no mesmo dia. O Windows ME também vinha com o Microsoft Java Virtual Machine, fazendo com que o Windows 98 e o Windows 98 SE fossem retirados do Microsoft Developer Network apenas no final de 2003. Na época de seu lançamento, a Microsoft anunciou que haveria uma promoção por tempo limitado de Setembro de 2000 até Janeiro de 2001, que permitia que usuários do Windows 95 ou Windows 98 fizessem o upgrade para o Windows ME por US$ 59,95, ao invés do preço varejo de US$ 109,00.
Pouco depois que o Windows ME foi lançado em 19 de Junho de 2000, a Microsoft lançou um campanha para promover o Windows ME nos Estados Unidos, intitulada de Meet Me Tour. Um programa patentado promocional incluiu o Windows ME, OEMs e outras parceiras em uma atração voltada a multimídia em 25 cidades dos Estados Unidos. Esta foi lançada em 14 de Setembro de 2000.
Se comparado com outros lançamentos do Windows, o Windows ME teve um curto período de vida, sendo de apenas um ano. A Microsoft planejou fazer o Windows ME o primeiro sistema operacional Windows baseado na kernel do NT voltado para usuários domésticos, enquanto o Windows 2000 (baseado em NT) era destinado para clientes corporativos e para uso em servidores. Todavia, isso não aconteceu e o Windows ME foi levado às pressas ao mercado após o projeto Neptune ter sido cancelado. O Windows ME foi criticado 
por ser problemático, lento e instável. O Windows ME, juntamente com o Windows 2000, foi logo substituído pelo Windows XP,
que foi lançado em 24 de Agosto de 2001.

## Características novas e atualizadas

### Interface de usuário
O Windows ME tinha melhoramentos na shell derivadas do Windows 2000, como os menus personalizados, barras de ferramenta customizáveis para o Windows Explorer, a barra auto-complete na barra de endereço do Windows Explorer e a caixa executar, o sistema avançado de tipo e associação de arquivos do Windows 2000, a exibição de comentários nos atalhos como forma de tooltip, colunas expansíveis 
no modo de Detalhes (IColumm Provider interface), sobreposição de ícones, painel de pesquisa integrada no Windows Explorer, dividido por suas funções ou menus, a Places bar em diálogos comuns como Abrir e Salvar, menu iniciar em cascata com pastas especiais, parcial conteúdo
do Plus 95! e Plus! 98 (dois programas/compilações de temas para Windows), e gráficos atualizados. A área de notificação do Windows ME posteriormente começou a dar suporte a ícones highcolor de 16-bit. O painel de controle de multimídia também foi atualizado do Windows 98 SE. As opções da Barra de Tarefas e o Menu Iniciar permitiram a desabilitação do drag and drop (ação de pegar e soltar) e poderia prevenir a movimentação ou o redimensionamento da barra de tarefas, que foi mais fácil para usuários mais novos.

## Conteúdo removido

### Modo realem DOS
O Windows ME tinha um modo restrito ao modo real em MS-DOS. Como resultado, o IO.SYS no Windows ME desconsidera o CONFIG.SYS, COMMAND.COM e o WIN.COM, executando diretamente o VMM32.VXD. Na configuração da fábrica do sistema, o sistema operacional não dará boot como um comando do MS-DOS ou na saída do DOS do Windows; os drivers do modo real como ANSI.SYS não pode ser carregado, e softwares mais antigos que precisavam desse para funcionar, por conseguinte, não funcionarão. A Microsoft argumentou que essa alteração melhorou a velocidade e confiabilidade do processo de boot.
No Windows ME, os arquivos CONFIG.SYS e o AUTOEXEC.BAT foram usados apenas para variáveis de ambiente globais.
Os dois arquivos (se presentes) são verificados para a configuração de variáveis de ambiente, e quaisquer outros comandos presentes foram removidos do registro do Windows. Os dois arquivos, destarte, possuem apenas configurações e preferências que configuram o "ambiente global" do computador durante o processo de boot, ou quando iniciada uma nova máquina virtual em DOS (VDM).
Para especificar ou editar demais valores da inicialização (que, no Windows 98, estariam presentes no arquivo AUTOEXEC.BAT), o usuário deve editar a seguinte chave de registro:
HKEY_LOCAL_MACHINE\System\CurrentControlSet\Control\SessionManager\Environment
Para solução de problemas e recuperação de danos críticos, tanto o CD-ROM do Windows ME como o disco de criação de inicialização (um disquete criado pelo usuário, conhecido como Emergency Boot Disk (EBD)) permitiam o boot no modo real do MS-DOS.
É possível restaurar o a funcionalidade do modo DOS por vias de vários métodos não-oficiais. Além do mais, uma configuração no registro existe, que faz reaparecer o modo "Reiniciar pelo modo MS-DOS" na caixa de diálogo ao desligar o sistema.

### Outros componentes
Diferentemente das versões anteriores do Windows, o Windows ME foi direcionado a usuários domésticos, e removeu certas características profissionais. Várias peculiaridades dos seus predecessores não vão funcionar e/ou não possuem suporte pela Microsoft no Windows ME, incluindo a Instalação Automatizada, o cliente de serviços Active Directory, o System Policy Editor, Personal Web Server e o ASP. Essas características são suportadas em seus antecessores, o Windows 98 e o Windows 95. Uma publicação em Resource Kit, voltada aos administradores do sistema, nunca foi publicada para o Windows ME.
Outras características removidas ou nunca atualizadas para rodar com o Windows ME incluem o Microsoft Fax, QuickView e o DriveSpace, bem como a ferramenta de conversão para FAT32 em interface gráfica.
Vários comandos do Windows Explorer foram removidos do Windows ME.

## Recepção
O Windows ME foi altamente criticado por alguns usuários, principalmente por problema de instabilidade. Um artigo da PC World rotulou o Windows ME de "Mistake Edition" (em tradução livre, Edição Errada), e o colocou em quarto lugar como o "Pior dos Produtos Técnicos de
todos os Tempos". "Pouco depois que o ME apareceu em meados de 2000," o artigo alude, "usuários relataram problemas ao instalar, fazer funcionar, fazer rodar com outros hardwares ou softwares, e o fazer parar de rodar".
A Restauração de Sistema - que havia aparecido pela primeira vez no Windows ME -, também sofreu de um bug na funcionalidade de colocação das datas, a "carimbar" snapshots que foram tiradas após 8 de Setembro de 2001 incorretamente. Isso impedia a Restauração de Sistema de localizar essas imagens, e poderia fazer com que o processo de restauração de sistema falhasse. Não obstante, a Microsoft liberou uma atualização para arrumar este problema.
Bryon Hinson e Julien Jay, escrevendo para o ActiveWin olharam o sistema operacional de forma mais elogiosa. Com a remoção do modo real em DOS, eles assinalaram que "A remoção do DOS claramente fez o Windows Me ser diferente em termos de instabilidade (Poucas tela azul da morte são vistas agora), e a velocidade do boot foi altamente melhorada". Como uma recomendação do sistema operacional para
usuários  do Windows 95 e 98, eles disseram que "Se o Windows Me não é um sistema operacional revolucionário, é evidente que a Microsoft tinha feito esforços para fazer ser mais orientado ao usuário, estável, e com diversas opções de multimídia. Os resultados são ótimos, e os melhoramentos fizeram valer a pena a espera".

## Requisitos de Sistema

### "Requisitos de Sistema para executar o Windows ME"[26]
| Componente   | Mínimo                             | Recomendado                                                             |
| ------------ | ---------------------------------- | ----------------------------------------------------------------------- |
| Processador  | Pentium de 150 MHz                 | Pentium II de 300 MHz                                                   |
| Memória      | 32 MB                              | 64 MB                                                                   |
| Vídeo        | VGA                                | SVGA (com dispositivo de captura para utilização no Windows Movie Maker |
| Disco Rígido | 320 MB                             | 2 GB                                                                    |
| Leitores     | CD-ROM e Disquete de 3,5 polegadas | CD-ROM e Disquete de 3,5 polegadas                                      |
| Rede         | Nenhuma                            | Modem de 56,6 Kbps com conexão contínua à internet                      |
| Outros       | Mouse ou outro dispositivo similar | Mouse ou outro dispositivo similar                                      |

O Windows ME não foi desenvolvido para suportar mais de 512 MB de RAM por padrão. Sistemas com mais memória RAM podem perder estabilidade; no entanto, dependendo do hardware e configuração de softwares utilizados, é possível ajustar manualmente a instalação para o utilizar com quantidades maiores de RAM. Sistemas com 1,5 GB de RAM ou mais podem reiniciar a máquina constantemente após a inicialização.